# Кульмагамбетова Каміла Єрланівна
Каміла Єрланівна Кульмагамбетова (нар. 16 червня 1995, Алмати, Казахстан) — казахська футболістка, півзахисниця полтавської «Ворскли» та національної збірної Казахстану.

## Клубна кар'єра
Розпочала кар'єру в команді «Окжетпес». У чемпіонаті Казахстану 2015 року деякі журналісти звинувачували Кульмагамбетову у порушенні правил КДК.
У 2016 році перейшла до «БІІК-Казигурту». 7 серпня 2018 року дебютувала у Лізі чемпіонів у поєдинку проти «Елпідесу». З червня по вересень 2022 року захищала кольори вірменського клубу «Хаяса», у складі якого провела 2 поєдинки в жіночій Лізі чемпіонів.
На початку вересня 2022 року підписав контракт з «Колосом». У футболці ковалівського клубу дебютував 11 вересня 2022 року в програному (1:2) виїзному поєдинку Вищої ліги України проти київського «Динамо». Каміла вийшов на поле в стартовому складі та відзначився своїм першим голом за нову команду. У першій половині сезону 2022/23 років зіграла 10 матчів та відзначилася 4-ма голами.
На початку березня 2023 року перебралася до «Ворскли». У футболці полтавського клубу дебютувала 19 березня 2023 року в переможному (5:0) домашньому поєдинку 13-го туру Вищої ліги України проти київського «Динамо». Кульмагамбетова вийшла на поле в стартовому складі та відіграла увесь матч, а на 54-й хвилині відзначилася своїм першим голом за «Ворсклу». У складі полтавського клубу провела 18 матчі (3 голи) у Вищій лізі України та 5 матчів (1 гол) у Кубку України. На початку березня 2024 року залишив «Ворсклу» та повернулася до Казахстану.

## Кар'єра в збірній
З 2012 по 2014 роки грала у жіночій молодіжній збірній Казахстану. Загалом за молодіжну збірну зіграла 12 матчів та не відзначилася жодним голом.
17 вересня 2015 року дебютувала за головну збірну в матчі проти Австрії (0:2). Загалом за головну збірну зіграла 13 матчів та не відзначилася жодним голом.
У складі збірної команди Казахстану брала участь у кваліфікації чемпіонату світу 2019 року.